# Povolžská vrchovina
Povolžská vrchovina (rusky Приволжская возвышенность, Privolžskaja vozvyšennosť) je rozsáhlá kopcovitá oblast v evropské části Ruska, část Východoevropské roviny. Leží západně od toku Volhy mezi Kazaní na severu a Volgogradem na jihu. Západně od ní teče Don a na jihu její hranici vymezuje umělý volžsko-donský průplav, který ji odděluje od Jergeni.
Nejvyšší bod, který dosahuje nadmořské výšky 381 metrů, leží v Žigulovských horách.[zdroj⁠?!] Podle Václava Krále se nejvyšší bod s nadmořskou výškou 384 metrů nachází ve Chvalinských horách.
Reliéf vrchoviny je tektonicky podmíněn množstvím zlomů, hrástí, poklesů, flexur a solných pňů. Většina povrchu je zarovnaná denudačními pochody, takže oblasti s nejvyšší nadmořskou výškou jsou ploché. Na křídových pískovcích a slínech se vytvořily kuesty s mírnými západními a příkrými východními svahy. Příkré svahy obrácené k údolí Volhy bývají rozčleněné ovragy. V místech s kontaktem propustných a nepropustných hornin dochází k sesuvům. V severní části vyvýšeniny se na vápencích a sádrovcích vyskytují krasové oblasti.
Samotná Povolžská vrchovina je osídlena poměrně řídce, ale na jejích okrajích a březích Volhy jsou velká města (od severu k jihu): Kazaň, Uljanovsk, Saransk, Penza, Syzraň,  Saratov a Volgograd.